# 布托沃射擊場
布托沃射击场（俄语：Бутовский полигон）位于莫斯科州列宁区的德罗日诺附近，是苏联秘密警察在1938至1953年间使用过的处刑场地。有记录表明苏方曾在此进行大规模处决；苏方亦曾准备在这里建成大规模埋葬地。
在约瑟夫·斯大林发动的大清洗期间，布托沃射擊場被用于大规模处决以及大规模埋葬，有记录表明，共有20761名各国囚犯被运送到布托沃射擊場，被內務人民委員部及其后继机构处决。